# Lagery
Lagery ist eine französische Gemeinde mit 234 Einwohnern (Stand: 1. Januar 2022) im Département Marne in der Region Grand Est (vor 2016 Champagne-Ardenne). Sie gehört zum Arrondissement Reims und zum Kanton Dormans-Paysages de Champagne.

## Geographie
Lagery liegt etwa 25 Kilometer westsüdwestlich von Reims.
Nachbargemeinden von Lagery sind Brouillet im Norden, Serzy-et-Prin im Nordosten, Lhéry im Osten, Aougny im Süden, Vézilly im Westen und Südwesten sowie Arcis-le-Ponsart im Westen und Nordwesten.

## Bevölkerungsentwicklung
| Jahr                       | 1962 | 1968 | 1975 | 1982 | 1990 | 1999 | 2006 | 2018 |
| Einwohner                  | 165  | 169  | 133  | 136  | 146  | 162  | 186  | 224  |
| Quellen: Cassini und INSEE |      |      |      |      |      |      |      |      |

## Sehenswürdigkeiten
- Kirche Saint-Martin aus dem 12. Jahrhundert, Monument historique seit 1920
- Markthalle aus dem 16. Jahrhundert, seit 1922 Monument historique
- Burg aus dem 13. Jahrhundert, Umbauten aus dem 15./16. Jahrhundert, seit 1992 Monument historique

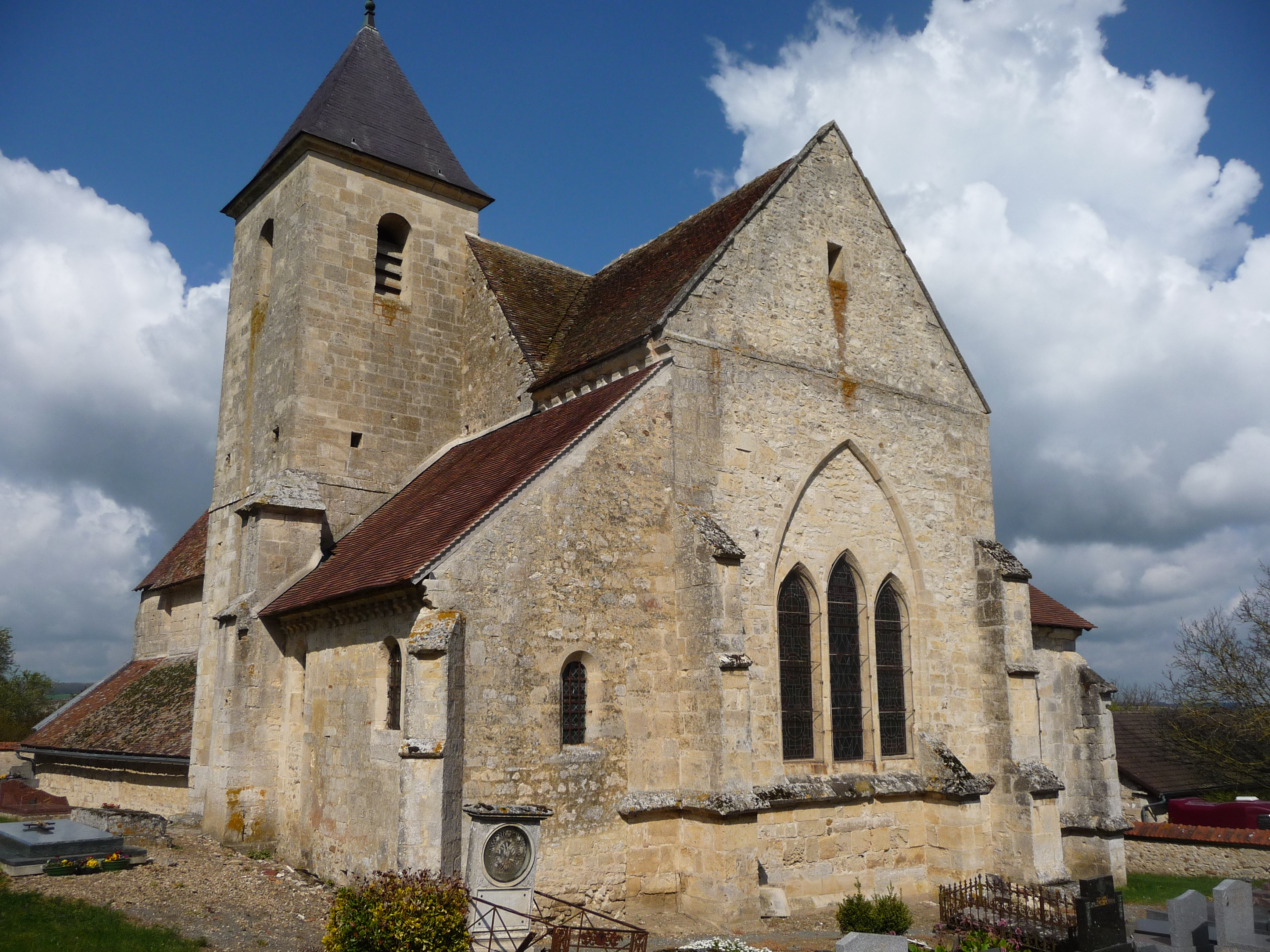
Kirche Saint-Martin
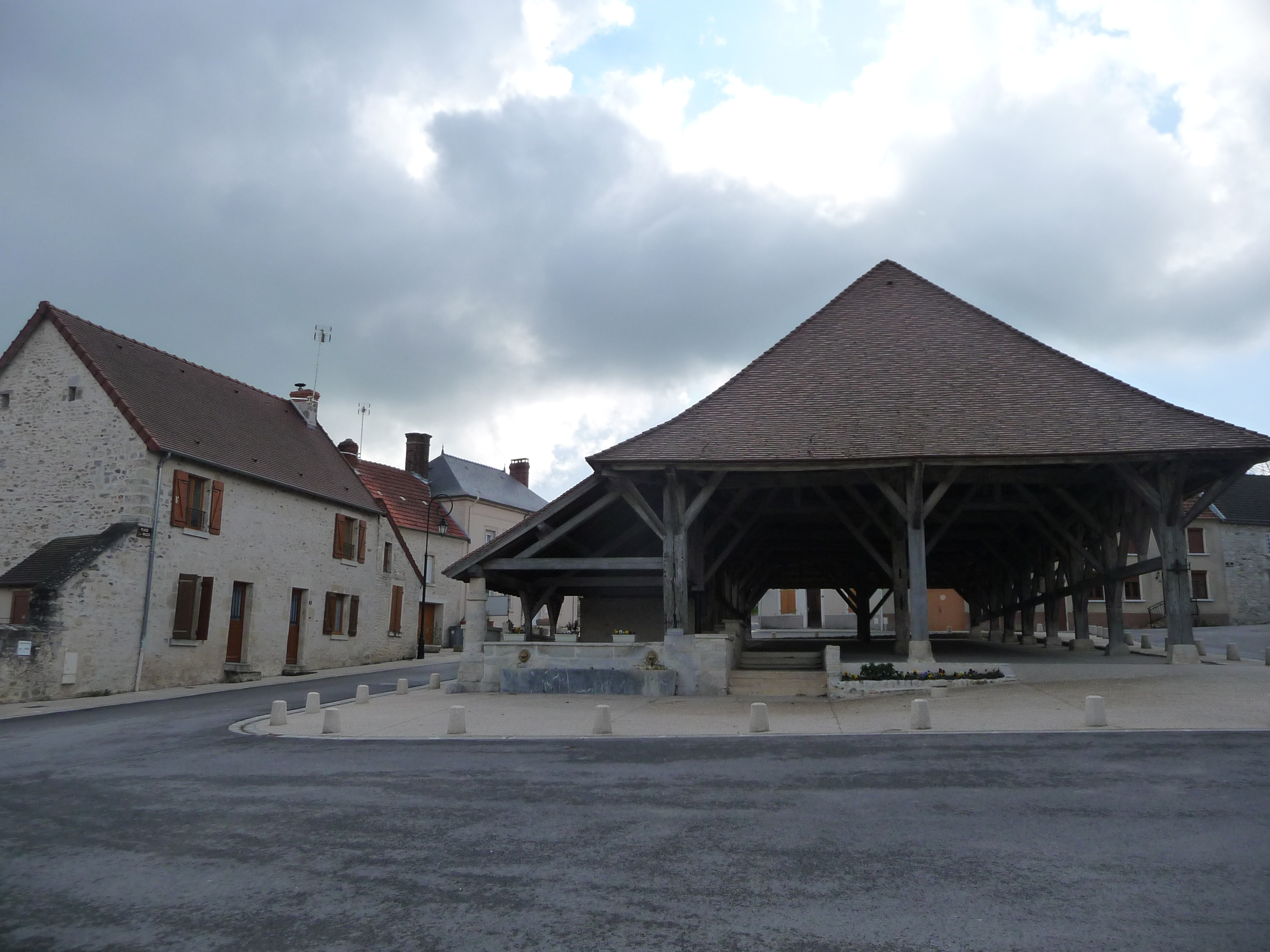
Markthallen
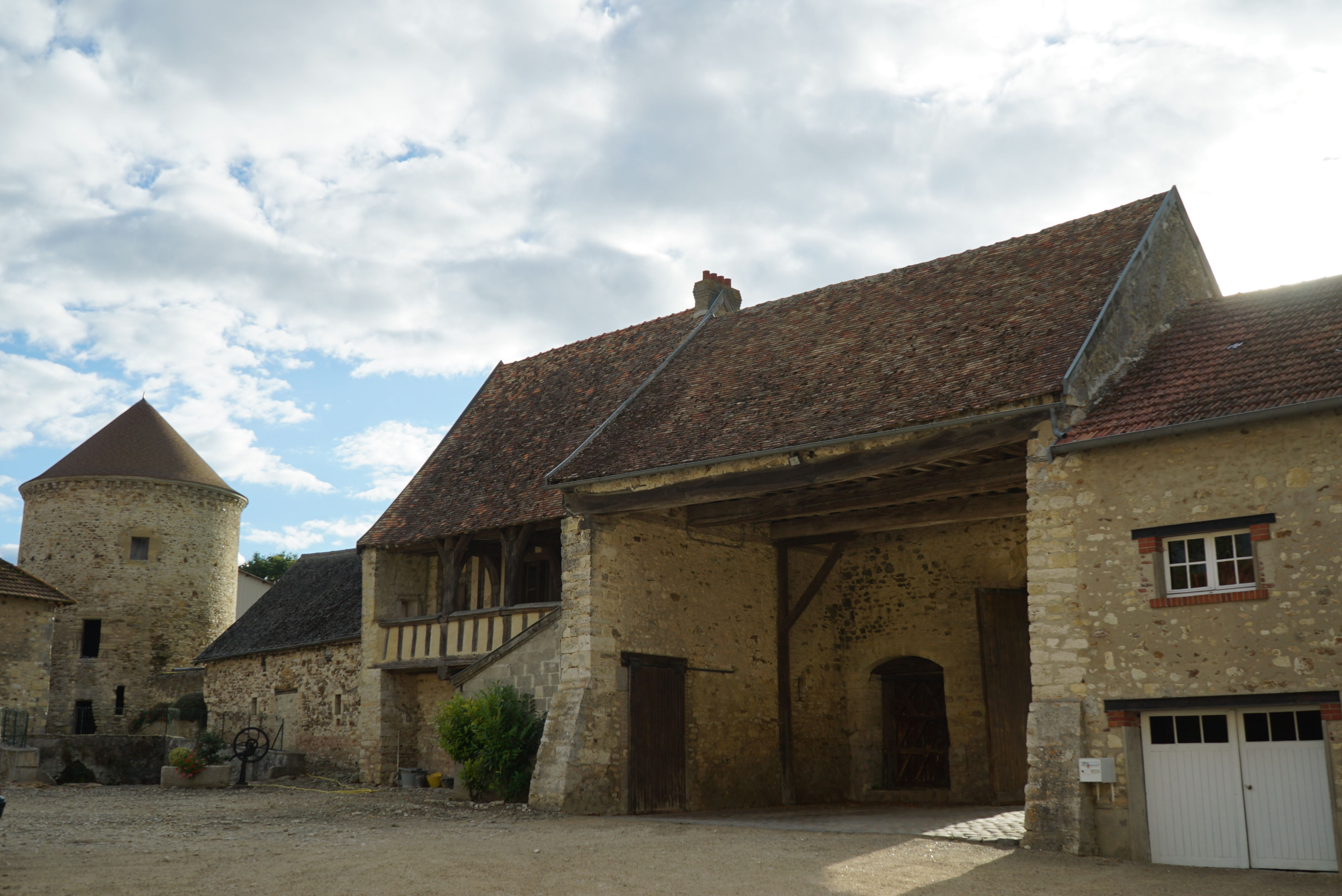
Reste der Burg